# Nanbu (Aomori)
Nanbu (南部町; Nanbu-chō) és un poble del Japó situat a la prefectura d'Aomori.